# Patrick Draenert
Patrick Draenert (Tettnang, 6 de septiembre de 1969) es un deportista alemán que compitió en esgrima, especialista en la modalidad de espada.
Ganó una medalla de bronce en el Campeonato Mundial de Esgrima de 1993 y tres medallas en el Campeonato Europeo de Esgrima entre los años 1991 y 2000.

## Palmarés internacional
| Campeonato Mundial | Campeonato Mundial | Campeonato Mundial | Campeonato Mundial |
| Año                | Lugar              | Medalla            | Prueba             |
| ------------------ | ------------------ | ------------------ | ------------------ |
| 1993               | Essen (Alemania)   | Medalla de bronce  | Espada por equipos |
| Campeonato Europeo |                    |                    |                    |
| Año                | Lugar              | Medalla            | Prueba             |
| 1991               | Viena (Austria)    | Medalla de oro     | Espada por equipos |
| 1993               | Linz (Austria)     | Medalla de oro     | Espada individual  |
| 2000               | Funchal (Portugal) | Medalla de bronce  | Espada por equipos |